# Прва лига Републике Српске у фудбалу 2002/03.
Прва лига Републике Српске у фудбалу 2002/03. је осма по реду сезона Прве лиге Републике Српске у организацији Фудбалског савеза Републике Српске. Прво коло сезоне је почело 17. августа 2002. а посљедње 28. коло је завршено 31. маја 2003. године.
У овој сезони је као и у претходној предвиђено учешће 16 клубова, међутим Боксит се након првог дијела сезоне повукао из такмичења тако да је у другом дијелу сезоне наступило само 15 клубова. Након повлачења, сви резултати Боксита у првом дијелу сезоне су регистровани 3:0 у корист противника.
Побједник лиге је била Модрича Максима која се квалификовала у Премијер лигу БиХ 2003/04. У Другу лигу Републике Српске су у овој сезони испала укупно три клуба, два клуба са најмање освојених бодова, Полет из Брода и Озрен из Петрова, те Боксит из Милића који се повукао из такмичења након првог дијела сезоне.

## Клубови
| #   | Екипа                 | Град            | Стадион |
| --- | --------------------- | --------------- | ------- |
| 1.  | Модрича Максима       | Модрича         |         |
| 2.  | Славија, Српско Сара. | Српско Сарајево |         |
| 3.  | Љубић, Прњавор        | Прњавор         |         |
| 4.  | Слобода, НГ           | Нови Град       |         |
| 5.  | Јединство, Брчко      | Брчко           |         |
| 6.  | Напредак, ДШ          | Шепак Доњи      |         |
| 7.  | Омладинац, БЛ         | Бањалука        |         |
| 8.  | БСК, Бањалука         | Бањалука        |         |
| 9.  | Дрина ХЕ, Вишеград    | Вишеград        |         |
| 10. | Радник, Бијељина      | Бијељина        |         |
| 11. | Рудар, Приједор       | Приједор        |         |
| 12. | Никос Канбера         | Велика Буковица |         |
| 13. | Дрина, Зворник        | Зворник         |         |
| 14. | Полет, Ср. Брод       | Српски Брод     |         |
| 15. | Озрен, Петрово        | Петрово         |         |
| 16. | Боксит, Милићи        | Милићи          |         |

## Коначна табела
| Плас. | Тим                   | ИГ | Д  | Н | ИЗ | ГД | ГП | ГР  | Бод | Прелазак у друге лиге                            |
| ----- | --------------------- | -- | -- | - | -- | -- | -- | --- | --- | ------------------------------------------------ |
| 1.    | Модрича Максима       | 28 | 21 | 5 | 2  | 52 | 15 | +37 | 68  | Шампион Српске. Прелази у Премијер лигу 2003/04. |
| 2.    | Славија, Српско Сар.  | 28 | 19 | 4 | 5  | 52 | 17 | +35 | 61  |                                                  |
| 3.    | Љубић, Прњавор        | 28 | 14 | 4 | 10 | 48 | 40 | +8  | 46  |                                                  |
| 4.    | Слобода, Нови Град    | 28 | 13 | 5 | 10 | 43 | 43 | 0   | 44  |                                                  |
| 5.    | Јединство, Брчко      | 28 | 12 | 5 | 11 | 35 | 25 | +10 | 41  |                                                  |
| 6.    | Напредак, Шепак Доњи. | 28 | 12 | 5 | 11 | 47 | 46 | +1  | 41  |                                                  |
| 7.    | Омладинац, БЛ         | 28 | 10 | 8 | 10 | 33 | 28 | +5  | 38  |                                                  |
| 8.    | БСК, Бањалука         | 28 | 11 | 5 | 12 | 30 | 34 | -4  | 38  |                                                  |
| 9.    | Дрина, Вишеград       | 28 | 11 | 3 | 14 | 30 | 29 | +1  | 36  |                                                  |
| 10.   | Радник, Бијељ.        | 28 | 10 | 4 | 14 | 32 | 38 | -6  | 34  |                                                  |
| 11.   | Рудар, Приједор       | 28 | 10 | 4 | 14 | 31 | 41 | -10 | 34  |                                                  |
| 12.   | Никос Канбера         | 28 | 8  | 8 | 12 | 43 | 50 | -7  | 32  |                                                  |
| 13.   | Дрина, Зворник        | 28 | 8  | 5 | 15 | 29 | 46 | -17 | 29  |                                                  |
| 14.   | Полет, С. Брод        | 28 | 8  | 3 | 17 | 23 | 45 | -22 | 27  | Испали у Другу лигу Републике Српске             |
| 15.   | Озрен, Петрово        | 28 | 6  | 6 | 16 | 24 | 55 | -31 | 24  | Испали у Другу лигу Републике Српске             |
| 16.   | Боксит, Милићи        | 0  | 0  | 0 | 0  | 0  | 0  | 0   | 0   | Испали у Другу лигу Републике Српске             |

ИГ = Играо утакмица; Д = Добио; Н = Нерјешено; ИЗ = Изгубио; ГД = Голова дао; ГП = Голова примио; ГР = Гол-разлика ; Бод = Бодови
| Првак Прве лиге Републике Српске 2002/03. |
| ----------------------------------------- |
| ФК Модрича Максима 1. титула              |